# 時間停止的瞬間
《當時間停止時》（／），為韓國KBS W於2018年10月起播出的劇集。講述一個身世為謎、過著寂寞生活、不用擔心時間流逝的時光旅行者，在遇到一個能夠讓他感覺到生命意義的女性之後，人生開始改變的故事。

## 演員陣容

### 主要人物
| 演員   | 角色   | 介紹                                                                           |
| 金賢重 | 文俊宇 | 具有停止時間能力卻遺忘過去記憶、不知自己為何存在的時光旅行者。                 |
| 安芝玄 | 金勝雅 | 她擁有一棟三層建築，看似金湯匙出生，其實為了償還爸爸欠下的債六年拼命打工維生。 |
| 印喬鎮 | 冥雲   | 神的使者。                                                                     |

### 其他人物
| 演員   | 角色   | 介紹                     |
| 李時厚 | 崔仁燮 | 冥雲的兒子，瞬移能力者。 |
| 周錫泰 | 神     |                          |
| 金施恩 | 淑華   | 聾啞人姐姐               |
| 柳恩金 |        | 神的使者                 |

### 特別演出
| 演員   | 角色 | 介紹                     |
| 高恩美 | 恩英 | 沒血沒淚的再開發事業家。 |